# Cowlinge
Cowlinge – wieś w Anglii, w hrabstwie Suffolk, w dystrykcie West Suffolk. Leży 46 km na zachód od miasta Ipswich i 85 km na północny wschód od Londynu. Miejscowość liczy 280 mieszkańców.